# Públio Sulpício Quirino
Públio Sulpício Quirino (em latim: Publius Sulpicius Quirinius; c. 51 a.C.–21 (71 anos)) foi um senador romano da gente Sulpícia eleito cônsul em 12 a.C. juntamente com Marco Valério Messala Apiano. Depois do banimento do etnarca Herodes Arquelau da tetrarquia da Judeia em 6 d.C., Quirino foi nomeado legado imperial da Síria, que passou a incorporar a província da Judeia para fins de um censo.
Seu cognome "Quirino" (em grego:  Κυρήνιος, "Kyrenios" ou "Cyrenius" em latim) é uma referência ao seu período como governador em Cirenaica.

## História

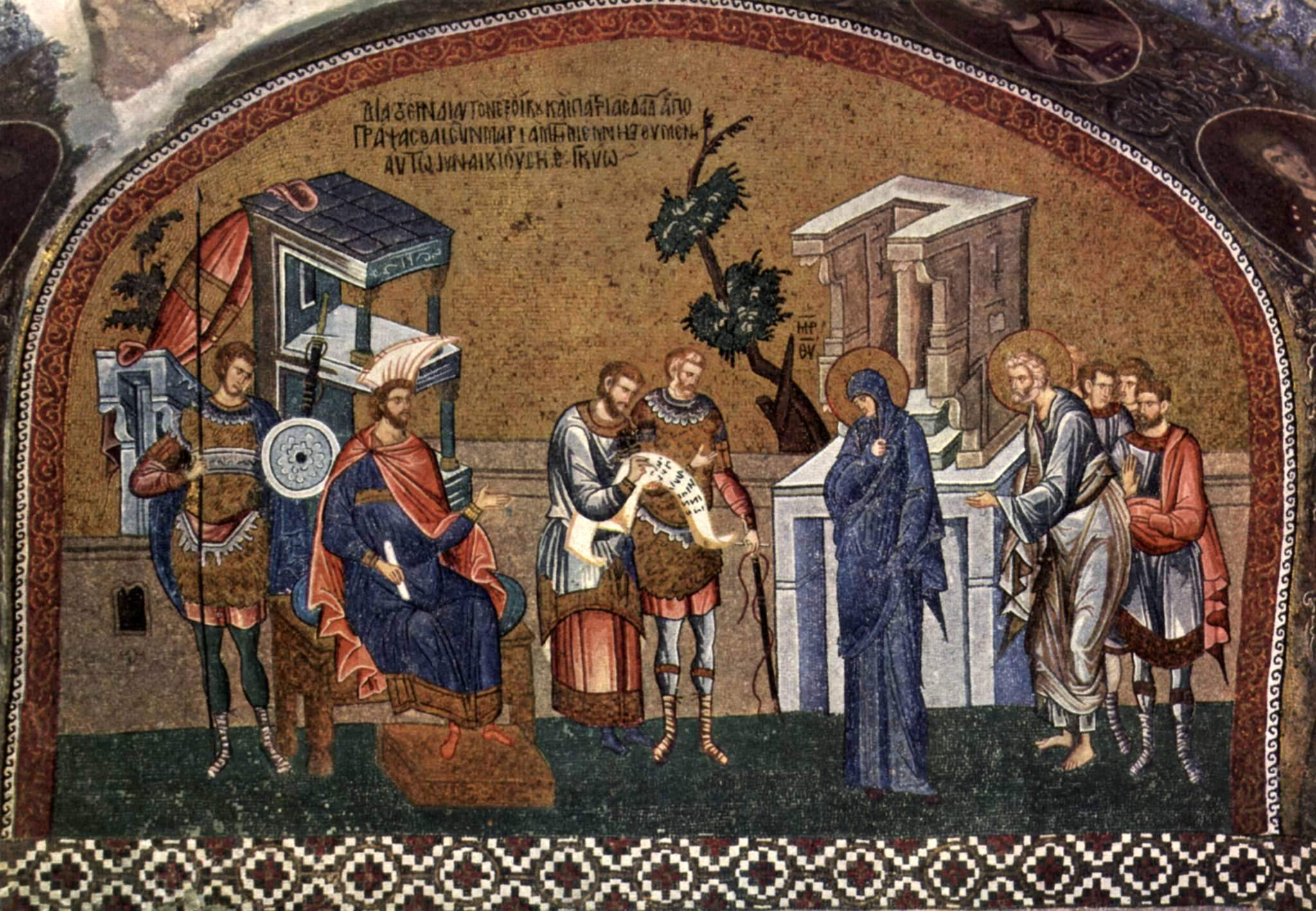
A Virgem e São José se registram para o censo antes do governador Quirino. Mosaico bizantino na Igreja de Chora, Constantinopla 1315-1320.

Nascido de uma família sem grande projeção da região de Lanúvio, uma cidade latina perto de Roma, Quirino seguiu o caminho normal do serviço público para um jovem de sua classe social. Segundo o historiador romano Floro, Quirino derrotou os marmáridas, uma tribo do deserto da Cirenaica ("Marmárica"), possivelmente no posto de governador da província de Creta e Cirenaica em 14 a.C., mas mesmo assim declinou a honra de acrescentar o agnome "Marmárico" ao seu nome. Em 12 a.C., Quirino foi eleito cônsul, um sinal de que gozava da amizade do imperador Augusto.
Entre 12 e 1 a.C., Quirino liderou uma campanha contra os homonadenses, uma tribo baseada nas montanhas da Galácia e Cilícia (entre 5 e 3 a.C. provavelmente como legado da Galácia). Quirino venceu-os cercando suas fortalezas e subjugando-os pela fome. Por esta vitória Quirino recebeu a ornamenta triumphalia e foi eleito duúnviro pela colônia romana de Antioquia na Pisídia.
Por volta de 1 d.C., Quirino foi nomeado tutor do neto de Augusto, Caio César, e se manteve no posto até a morte dele por ferimentos sofridos numa campanha em 4 d.C. Quando a preferência de Augusto por um sucessor passou para Tibério, Quirino também passou a apoiá-lo. Tendo sido casado com Cláudia Ápia, sobre quem nada se sabe, ele se divorciou e, por volta de 3 d.C., se casou com Emília Lépida, filha do triúnviro Lépido e irmã de Mânio Emílio Lépido, uma nobre que originalmente era noiva de Lúcio César, outro dos filhos adotivos de César e falecido em 2 d.C. Poucos anos depois os dois se divorciaram: em 20 d.C., Quirino acusou-a de alegar que ele seria filho do pai dela e de tentar envenená-lo. Segundo Tácito, ela era muito popular e o povo acreditava que Quirino a estava processando apenas por inveja.

## Censo de Quirino
Depois do banimento do etnarca Herodes Arquelau, em 6 d.C., a província da Judeia, que era uma junção da Samaria, Judeia e Idumeia) passou a ser administrada diretamente por Roma; Copônio foi nomeado prefeito. Na mesma época, Quirino foi nomeado legado imperial da Síria com ordem de avaliar a população da Judeia para fins de taxação. Uma de suas primeiras tarefas foi realizar um censo para cumprir a ordem.
Na época, os judeus já detestavam seus conquistadores pagãos e os censos eram proibidos pela lei judaica. A avaliação da população provocou um grande ressentimento e uma revolta aberta só foi evitada pelos esforços do sumo-sacerdote Joazar. Apesar dos esforços, o censo provocou a revolta de Judas da Galileia e levou à criação do partido conhecido como zelotes segundo Flávio Josefo.
Segundo Flávio Josefo, o censo ocorreu "37 anos depois que Otávio derrotou Antônio na batalha naval de Ácio, em 2 de setembro", o que corresponde ao ano de 6 d.C.. O "censo de Quirino" é citado também no Evangelho de Lucas (Lucas 2) como sendo prévio ao nascimento de Jesus. Porém, o Evangelho de Mateus (Mateus 2) afirma que Jesus nasceu durante o reinado de Herodes, o Grande, o que leva a uma aparente contradição, pois Herodes faleceu em 4 a.C., dez anos antes do censo. Não se conhece outro censo realizado na época e o realizado por Quirino é chamado de "primeiro", o que descarta a existência de um anterior. Apesar disto, alguns autores propõem diversas hipóteses: Quirino teria estado na Síria antes governando em conjunto com Saturnino ou com Públio Quintílio Varo ou que houve um erro do evangelista, que pode ter escrito Quirino ao invés de Quintílio. Não há consenso sobre o assunto (vide o artigo específico).
Quirino serviu como governador da Síria com autoridade nominal sobre a Judeia até 12 d.C., quando ele retornou a Roma por ser um aliado próximo do imperador Tibério. Nove anos depois ele faleceu e recebeu um funeral de estado.